# 钟大放
钟大放（1957年6月—），男，中国药代动力学家，现任中国科学院上海药物研究所研究员、博士生导师、药物代谢研究中心主任。